# Tephrochlamys rufiventris
Tephrochlamys rufiventris är en tvåvingeart som först beskrevs av Johann Wilhelm Meigen 1830.  Tephrochlamys rufiventris ingår i släktet Tephrochlamys och familjen myllflugor. Arten är reproducerande i Sverige. Inga underarter finns listade i Catalogue of Life.